# Somalia i olympiska sommarspelen 2024
Somalia deltog med en trupp på en idrottare vid de olympiska sommarspelen 2024 i Paris som hölls mellan den 24 juli och 11 augusti 2024. Det var 11:e sommar-OS som Somalia deltog vid. Ingen av landets deltagare erövrade någon medalj.

## Friidrott
Förkortningar
- Notera– Placeringar avser endast det specifika heatet.
- Q = Tog sig vidare till nästa omgång
- q = Tog sig vidare till nästa omgång som den snabbaste förloraren eller, i teknikgrenarna, genom placering utan att nå kvalgränsen
- i.u. = Omgången fanns inte i grenen
- Bye = Idrottaren behövde inte tävla i omgången

Gång- och löpgrenar
| Idrottare       | Gren            | Heat    | Heat      | Återkval | Återkval  | Semifinal        | Semifinal        | Final            | Final            |
| Idrottare       | Gren            | Tid     | Placering | Tid      | Placering | Tid              | Placering        | Tid              | Placering        |
| --------------- | --------------- | ------- | --------- | -------- | --------- | ---------------- | ---------------- | ---------------- | ---------------- |
| Ali Idow Hassan | Herrarnas 800 m | 1.48,72 | 8         | 0DNS0    | 0DNS0     | Gick inte vidare | Gick inte vidare | Gick inte vidare | Gick inte vidare |